# Andreas Petermann (Theologe)
Andreas Petermann (* um 1535 in Dresden; † 1611 ebenda) war von 1561 bis 1583 Kreuzkantor in Dresden.

## Leben
Petermann studierte von 1554 bis 1557 Theologie in Wittenberg. 1557 trat er eine Stelle als Kantor in Altendresden an, wechselte jedoch schon nach kurzer Zeit als Baccalaureus an die Kreuzschule. 1561 folgte er Andreas Lando im Amt des Kreuzkantors nach.
Nach langwierigen Auseinandersetzungen mit dem Stadtrat von Dresden um seine Bezahlung, die zu keinem für ihn zufriedenstellenden Ergebnis führten, wechselte er vermutlich 1584 als Präceptor der Kapellknaben zur fürstlichen Hofkapelle. Hier war er auch Lehrer von Johann Hermann Schein. 1611 wurde Petermann pensioniert und starb noch im gleichen Jahr.